# Ацетат висмута
Ацетат висмута (уксуснокислый висмут, висмута триацетат) — химическое соединение, соль металла висмута и уксусной кислоты с формулой Bi(CH3COO)3, бесцветные кристаллы, не растворяются в воде. Относится к органическим соединениям висмута — ацетатам-солям. Может быть записан, как Bi(OAc)3, где Ac это ацетил-ион CH3CO.

## Получение
Растворение в смеси уксусного ангидрида и уксусной кислоты оксида висмута, оксокарбоната или нитрата висмута:
Bi2O3 +(CH3CO)2O = Bi(CH3COO)3 + CH3COOH
Bi(NO3)3· 5H2O +(CH3CO)2O = Bi(CH3COO)3 + CH3COOH + NO2 ↑+ O2 ↑
(BiO)2CO3 +(CH3CO)2O = Bi(CH3COO)3 + CO2 ↑ +H2O.

## Физические свойства
Ацетат висмута образует бесцветные блестящие пластинчатые кристаллы, не растворимые в воде. Растворяется в минеральных кислотах, уксусной кислоте, в воде гидролизуется с образованием оксоацетата.

## Химические свойства
- Разлагается на оксоацетат и оксид висмута (жёлтый налёт) в две стадии[2]:

Bi(CH3COO)3 → BiO(CH3COO) → Bi2O3  + (CH3CO)2O
- Гидролиз с образованием оксоацетата[2];
- Реакция с аминами и спиртами с образованием N- и O- ацетил производных  и висмутил-ацетата:[1]

## Висмутил ацетат
Висмутил ацетат — Висмут (III) уксуснокислый основной, формула BiO(CH3COO).

## Применение
- Используется в синтезе сверхпроводящих и сегнетоэлектрических материалов[2];
- Для получения висмутсодержащих оксидных плёнок[2];
- Как исходное соединение для синтеза других карбоксилатов висмута, производных цис- и транс-диолов из алкенов[2].